# Jason (Schiff, 1944)
Die USS Jason (AR-8) (bis 1957 unter der Kennung ARH-1) war ein Werkstattschiff der Vulcan-Klasse, das 1944 in Dienst gestellt wurde. Während ihrer mehr als fünfzig Jahre umfassenden Dienstzeit diente die Jason im Zweiten Weltkrieg, dem Koreakrieg, Vietnamkrieg und im Zweiten Golfkrieg, ehe sie 1995 in die Reserveflotte wechselte. 2007 erfolgte die Abwrackung des mehr als sechzig Jahre alten Schiffes in Texas.

## Geschichte
Die Jason wurde am 9. März 1942 unter der Kennung ARH-1 in der Todd Pacific Shipyards in Los Angeles auf Kiel gelegt und am 3. April 1943 vom Stapel gelassen. Sie gehörte der Vulcan-Klasse an, einer Baureihe von zu Reparatur- und Wartungsarbeiten ausgelegten Hilfsschiffen. Am 19. Juni 1944 wurde die Jason unter dem Kommando von A.O.R. Bergesen in Dienst gestellt.
Am 6. Juli 1944 traf das Schiff im Flottenstützpunkt in Pearl Harbor ein, von wo aus es zu Wartungseinsätzen auf die Salomonen und dem Atoll von Ulithi aufbrach. Auf Ulithi sollte die Jason einen Großteil der Zeit mit der Reparatur von beschädigten Schiffen der US-Navy verbringen, ehe sie im Mai 1945 als Teil der United States Pacific Fleet nach Leyte verlegt wurde.
Nach der Kapitulation Japans fuhr das Schiff als Teil eines Konvoys der United States Seventh Fleet nach Incheon und absolvierte von dort aus bis Februar 1946 Einsätze nach Japan und China. Nach einer kurzen Überholung im März 1946 wechselte die Jason für die folgenden vier Jahre zwischen Kalifornien und Japan als Einsatzort.
Kurz nach Ausbruch des Koreakriegs brach das Schiff von seiner Basis in Oakland nach Sasebo auf, von wo aus amerikanische Truppen operierten. Mit Ausnahme kurzer Überholungsarbeiten in den USA blieb die Jason während des gesamten Koreakrieges in Sasebo stationiert. Am 6. November 1953 lief das Schiff nach beendetem Einsatz in den Hafen von San Diego ein.
In den folgenden Jahren war die Jason an mehreren Friedenseinsätzen in Asien beteiligt. Nach einem Einsatz an der Westküste der Vereinigten Staaten während des Jahres 1962 nahm das Schiff als Teil der Seventh Fleet an Einsätzen während des Vietnamkrieges in den Jahren 1963 bis 1964 teil. In den Jahren nach 1965 blieb die Jason an der Westküste stationiert und nahm an mehreren Einsätzen in Asien teil. Am 10. Februar 1986 kollidierte sie einhundert Seemeilen südwestlich von Pearl Harbor mit dem Versorgungstanker USS Willamette (AO-180). An Bord der Jason gab es ein Todesopfer und acht Verletzte, beide Schiffe erlitten starke Beschädigungen.
Nach Beginn der Operation Desert Shield im August 1990 wurde das Schiff in den Persischen Golf beordert, wo es Anfang Dezember 1990 eintraf. Dort nahm die Jason unter anderem an der Operation Desert Storm teil. Seinen wichtigsten Einsatz hatte das Schiff hierbei bei der Notreparatur der durch Minen beschädigten Tripoli und der Princeton.
Nach einer aktiven Dienstzeit von 51 Jahren wurde die Jason am 24. Juni 1995 ausgemustert und am selben Tag aus dem Naval Vessel Register gestrichen. Sie ging anschließend zur Reserveflotte von Suisun Bay. Im Dezember 2006 wurde die Abwrackung des mittlerweile über 60 Jahre alten Schiffes beschlossen. Die Jason traf am 8. Januar 2007 in der Abbruchwerft von Marine Metal im texanischen Brownsville ein. Die Arbeiten am Schiff waren bis Januar 2008 abgeschlossen.